# Daniel Ahumada
Daniel Eduardo Ahumada Gaete (* 2. Februar 1960) ist ein ehemaliger chilenischer Fußballspieler. Der Abwehrspieler spielte viermal für die Nationalmannschaft Chiles und nahm an den Olympischen Spielen 1984 teil.

## Karriere

### Verein
Daniel Ahumada spielte 1984 für Unión La Calera und wechselte 1985 zum CD Huachipato. Für den Verein aus dem Süden des Landes lief der er vier Jahre auf und absolvierte 123 Ligapartien. 1989 lief Ahumada für den CD O’Higgins auf.

### Nationalmannschaft
Mit der U-23-Auswahl nahm Daniel Ahumada an den Olympischen Spielen 1984 teil. Nach dem zweiten Platz in der Gruppenphase hinter dem späteren Olympiasieger Frankreich schied Chile im Viertelfinale gegen Italien nach Verlängerung aus.
Das Debüt in der chilenischen Nationalmannschaft gab Ahumada im September 1988 beim Freundschaftsspiel gegen Ecuador. Er kam in zwei weiteren Freundschaftsspielen gegen Ecuador zum Einsatz. Sein letztes Länderspiel absolvierte Ahumada im Februar 1989 bei der Copa Centenario de Armenia gegen Peru.